# جيفرسون تشارلز دي سوزا بينتو
جيفرسون تشارلز دي سوزا بينتو هو لاعب كرة قدم برازيلي في مركز الوسط، ولد في 28 مارس 1982 في ريو دي جانيرو في البرازيل. لعب مع غولد كوست يونايتد ونادي أولاريا أتلتيكو ونادي كريسيوما.

## وصلات خارجية
- جيفرسون تشارلز دي سوزا بينتو على موقع قاعدة بيانات كرة القدم.إي يو (الإنجليزية)
- جيفرسون تشارلز دي سوزا بينتو على موقع عالم كرة القدم.نت (الإنجليزية)